# Малофеево (Псковская область)
Малофеево — деревня в Бежаницком районе Псковской области России. Входит в состав сельского поселения Бежаницкое.

## География
Деревня находится на юге центральной части Псковской области, в пределах Бежаницкой возвышенности, к востоку от озера Малофеевского, на расстоянии примерно 12 километров (по прямой) к юго-юго-западу (SSW) от посёлка городского типа Бежаницы, административного центра района.

### Часовой пояс
Деревня Малофеево, как и вся Псковская область, находится в часовой зоне МСК (московское время). Смещение применяемого времени относительно UTC составляет +3:00.

## История
До 2010 года населённый пункт входил в состав ныне упразднённой Дворицкой волости, с 2010 по 2015 годы — в состав сельского поселения Пореченское.

## Население
| 2001 | 2002 | 2010 |
| ---- | ---- | ---- |
| 3    | ↘0   | ↗1   |